# Pomáz
Pomáz est une ville et une commune du comitat de Pest en Hongrie.

## Jumelages
La ville de Pomáz est jumelée avec :
- Oberhausen-Rheinhausen (Allemagne)
- Krzywiń (Pologne)